# Yxen (Leksands socken, Dalarna, 673131-144934)
Yxen är en sjö i Leksands kommun i Dalarna och ingår i Dalälvens huvudavrinningsområde. Sjön har en area på 0,66 kvadratkilometer och ligger 262 meter över havet. Sjön avvattnas av vattendraget Rältån.

## Delavrinningsområde
Yxen ingår i det delavrinningsområde (673163-144919) som SMHI kallar för Ovan 672929-145040. Medelhöjden är 307 meter över havet och ytan är 9,31 kvadratkilometer. Det finns inga avrinningsområden uppströms utan avrinningsområdet är högsta punkten. Rältån som avvattnar avrinningsområdet har biflödesordning 2, vilket innebär att vattnet flödar genom totalt 2 vattendrag innan det når havet efter 263 kilometer. Avrinningsområdet består mestadels av skog (78 procent). Avrinningsområdet har 0,66 kvadratkilometer vattenytor vilket ger det en sjöprocent på 7 procent.